# Çetinkaya Türk SK
Çetinkaya Türk Spor Kulübü (Çetinkaya TSK) – północnocypryjski klub piłkarski z siedzibą w Nikozji Północnej. Jest to najbardziej utytułowany klub z tureckiej części Cypru.

## Historia
Klub został założony 3 stycznia 1930 roku pod nazwą Lefkoşa Türk Spor Kulübü. W sezonie 1933/34 był uczestnikiem nieoficjalnej ligi cypryjskiej. W 1934 roku, jako jedyny klub mniejszości tureckiej na wyspie, został jednym z klubów-założycieli A’ Kategorias.
W latach 1940–1944 działalność klubu była zawieszona w związku z działaniami wojennymi. Wraz z rozpoczęciem sezonu 1944/45 klub wrócił do rozgrywek I ligi cypryjskiej.
Lefkoşa TSK 11 października 1949 roku połączył się z Çetinkaya Esnaf Spor (klubem założonym w 1943 roku, mającym również siedzibę w Lefkoşa). W wyniku fuzji zmieniono nazwę na Çetinkaya Türk Spor Kulübü. W sezonie 1950/51 Çetinkaya TSK zdobył pierwsze Mistrzostwo Cypru.
Sezon 1954/55 był ostatnim, w którym Çetinkaya TSK uczestniczył w lidze cypryjskiej. Wraz ze wzrostem napięcia na Cyprze, w następnym sezonie drużyna wycofała się z ligi. Po założeniu w 1955 roku Federacji Piłkarskiej Cypru Tureckiego, klub stał się współzałożycielem KTFF Süper Lig.
Od sezonu 2015/16 występuje pod nazwą GAÜ Çetinkaya Türk SK (GAÜ to akronim Girne Amerikan Üniversitesi - północnocypryjskiej szkoły wyższej, kształcącej na wzór amerykański, której wicekanclerzem jest prezes klubu Asım Vehbi).

## Symbole klubowe

### Herb i barwy
Barwy Çetinkaya TSK to czerwony i żółty. Obecnie używany jest herb w kształcie czerwonej tarczy z żółtym otokiem przecięty ukośnie żółtą szarfą. Nad szarfą znajduje się turecki księżyc i gwiazda, na szarfie wpisany jest czerwonymi literami napis Çetinkaya, pod szarfą wpisany jest żółtymi literami akronim nazwy klubu oraz rok założenia. W ostatnich latach nad herbem pojawiły się trzy czarne pięcioramienne gwiazdy.

## Osiągnięcia
- Mistrzostwo Cypru (1 raz): 1950/51
- Wicemistrzostwo Cypru (1 raz): 1934/35
- III miejsce Mistrzostw Cypru (4 razy): 1935/36, 1936/37, 1937/38, 1951/52
- Puchar Cypru (2 razy): 1951/52, 1953/54
- Finał Pucharu Cypru (1 raz): 1952/53
- Superpuchar Cypru - Pakkos Sield (3 razy): 1951, 1952, 1954

- Mistrzostwo Cypru Północnego (14 razy): 1957/58, 1959/60, 1960/61, 1961/62, 1969/70, 1996/97, 1997/98. 1999/2000, 2001/02, 2003/04, 2004/05, 2006/07, 2011/12, 2012/13
- Wicemistrzostwo Cypru Północnego (7 razy): 1955/56, 1956/57, 1958/59, 1968/69, 1989/90, 2002/03, 2005/06
- III miejsce Mistrzostw Cypru Północnego (6 razy): 1962/63, 1972/73, 1985/86, 1998/99, 2000/01, 2017/18
- Puchar Cypru Północnego (17 razy): 1955/56 (amatorzy), 1956/57, 1957/58, 19587/59, 1959/60, 1962/63, 1968/69, 1969/70, 1975/76, 1990/91, 1991/92, 1992/93, 1995/96, 1998/99, 2000/01, 2005/06, 2010/11
- Finał Pucharu Cypru Północnego (1 raz): 1997/98
- Puchar Prezydenta - Cumhurbaşkanlığı Kupası (9 razy): 1991, 1992, 1993, 1996, 1998, 2001, 2006, 2011, 2012
- Finał Superpucharu Cypru Północnego (4 razy): 1997, 1999, 2000, 2013
- Puchar Dr. Fazila Küçüka (5 razy): 1992, 1993, 1996, 1998, 2000
- Finał Pucharu Dr. Fazila Küçüka (3 razy): 1991, 1999, 2001
- Finał Pucharu Premiera Cypru Północnego - Başbakanlık Kupası (2 razy): 1990, 1998

Çetinkaya TSK jest jedyną drużyną, która wygrała zarówno Mistrzostwo Cypru, Puchar Cypru oraz Mistrzostwo Cypru Północnego i Puchar Cypru Północnego.

## Bilans sezon po sezonie

### XXI wiek
| Sezon     | Liga        | Miejsce | Puchar Cypru / Cypru Północnego |
| --------- | ----------- | ------- | ------------------------------- |
| 2000/2001 | Birinci Lig | 3       | Puchar Cypru Północnego         |
| 2001/2002 | Birinci Lig | 1       | -                               |
| 2002/2003 | Birinci Lig | 2       | -                               |
| 2003/2004 | Birinci Lig | 1       | -                               |
| 2004/2005 | Birinci Lig | 1       | -                               |
| 2005/2006 | Birinci Lig | 2       | Puchar Cypru Północnego         |
| 2006/2007 | Birinci Lig | 1       | -                               |
| 2007/2008 | Birinci Lig | 7       | -                               |
| 2008/2009 | Birinci Lig | 7       | -                               |
| 2009/2010 | Birinci Lig | 7       | -                               |
| 2010/2011 | Birinci Lig | 4       | Puchar Cypru Północnego         |
| 2011/2012 | Süper Ligi  | 1       | -                               |
| 2012/2013 | Süper Ligi  | 1       | -                               |
| 2013/2014 | Süper Ligi  | 4       | -                               |
| 2014/2015 | Süper Ligi  | 11      | -                               |
| 2015/2016 | Süper Ligi  | 2       | -                               |
| 2016/2017 | Süper Ligi  | 8       | -                               |
| 2017/2018 | Süper Ligi  | 3       | -                               |

Poziom rozgrywek:
     pierwszy, najwyższy ogólnokrajowy
     drugi
     trzeci
     czwarty

## Stadion

### Stadiony przed Lefkoşa Atatürk Stadı
Stadiony na których Çetinkaya TSK rozgrywało mecze domowe:
- Stadion GSP (1930–1958)

### Lefkoşa Atatürk Stadı
Obecnie domowe mecze zespół Çetinkaya TSK rozgrywa na stadionie Lefkoşa Atatürk Stadı, który może pomieścić do 28 000 widzów.

## Zawodnicy

### Obecny skład
Stan na 1 maja 2018
| Nr    | Poz. | Piłkarz         |
| ----- | ---- | --------------- |
| 1     | BR   | Cenk Yılmaz     |
| 2, 33 | OB   | Kayra Gevrek    |
| 2     | OB   | Tunç Özgürgün   |
| 4     | PO   | Atakan Tomruk   |
| 4, 30 | OB   | Serhan Önet     |
| 5     | OB   | Sercan Demirman |
| 6     | OB   | Abbas Osum      |
| 7     | PO   | İbrahim Çıdamlı |
| 8, 34 | PO   | Eko Barine      |
| 9     | NA   | Esin Sonay      |
| 10    | PO   | Erdinç Börekci  |
| 11    | NA   | Ümitcan Babahan |

| Nr         | Poz. | Piłkarz             |
| ---------- | ---- | ------------------- |
| 14, 77     | PO   | David Abwo          |
| 16, 33, 38 | OB   | Serkan Önet         |
| 19         | NA   | Esin Sonay          |
| 20         | PO   | Muammer Tip         |
| 21         | PO   | Şiho Yaşaroğlu      |
| 22         | OB   | Mustafa Kemal Atlar |
| 24         | NA   | Hüseyin Kayalılar   |
| 25         | PO   | Mehmet Şakar        |
| 33         | PO   | Cemre Piro          |
| 55         | PO   | Batuhan Calban      |
| 99         | PO   | Berkay Demir        |
| 99         | NA   | Fırat Baştürk       |

## Sztab szkoleniowy
Stan na 14 czerwca 2018
| Funkcja          | Imię i Nazwisko |
| ---------------- | --------------- |
| Trener           | Turan Altay     |
| Asystent trenera | Ali Erkan       |
| Asystent trenera | Şenol Canbulat  |